# Agrioteri
L'agrioteri (Agriotherium) és un gènere de carnívors extints de la família dels úrsids. Aquest clade inclou diverses espècies que visqueren a Àfrica, Àsia, Europa i Nord-amèrica entre fa nou i fa dos milions d'anys.
L'agrioteri feia uns 270 cm de llargada i pesava uns 570 kg. En alguns aspectes, l'agrioteri s'assemblava als gossos, però altres característiques, com ara la dentadura, era pròpia dels ossos. Gràcies a la seva mida, es creu que l'agrioteri era capaç de caçar grans ungulats com ara cavalls, bous, camèlids i fins i tot rinoceronts. Probablement era un omnívor oportunista.